# Tashaun Gipson
Tashaun Gipson (San Bernardino, 7 agosto 1990) è un giocatore di football americano statunitense che gioca nel ruolo di safety per i Jacksonville Jaguars della National Football League. Al college ha giocato a football all'Università del Wyoming.

## Carriera

### Cleveland Browns
Dopo non essere stato scelto nel Draft NFL 2012, Gipson firmò coi Cleveland Browns. Il primo intercetto in carriera lo fece registrare nella settimana 12 contro i Kansas City Chiefs. La sua prima stagione si concluse con 33 tackle in 10 partite, di cui 3 come partente. L'anno successivo divenne titolare della difesa dei Browns, guidando la AFC con 5 intercetti.
Nella vittoria della settimana 2 della stagione 2014 contro i Saints, Gipson intercettò un passaggio di Drew Brees ritornandolo per 62 yard in touchdown. Nel settimo turno contro i Jaguars fece registrare due intercetti su Blake Bortles. Anche nelle due settimane successive, contro Raiders e Buccaneers, intercettò un passaggio a partita, arrivando a quota sei in stagione, un nuovo primato personale. Nella settimana 12 subì un infortunio al ginocchio che gli fece perdere le successive tre partite, prima che i Browns decidessero di inserirlo in lista infortunati il 20 dicembre mentre stava guidando la NFL in intercetti alla pari con Glover Quin. Malgrado ciò, fu convocato per il primo Pro Bowl in carriera e inserito al 67º posto nel NFL Top 100, la classifica dei migliori cento giocatori della stagione.

### Jacksonville Jaguars
Il 10 marzo 2016, Gipson firmò un contratto quinquennale del valore di 35 milioni di dollari con i Jacksonville Jaguars. Nella prima stagione in Florida partì come free safety titolare in tutte le 16 partite, con 41 tackle, 2 passaggi deviati e un intercetto.
Gipson iniziò la stagione 2017 con un intercetto su Deshaun Watson ritornato per 67 yard che sigillò la vittoria dei Jaguars su Houston nel primo turno. Altri due intercetti li mise a segno nella settimana 5 nella vittoria in casa dei Pittsburgh Steelers.

### Houston Texans
Nel 2019 Gipson firmò con gli Houston Texans. Nel quinto turno ritornò un intercetto su Matt Ryan per 79 yard in touchdown nella vittoria per 53-32.

### Chicago Bears
Il 1º maggio 2020 Gipson firmò un contratto di un anno con i Chicago Bears.

### San Francisco 49ers
Il 22 agosto 2022 Gipson firmò un contratto di un anno con i San Francisco 49ers. Nel penultimo turno fu decisivo intercettando un passaggio di Jarrett Stidham dei Las Vegas Raiders nei tempi supplementari, dopo il quale i 49ers segnarono il field goal della vittoria, la nona consecutiva. La settimana seguente disputò la miglior prova stagionale facendo registrare due intercetti nella vittoria sugli Arizona Cardinals.

### Ritorno ai Jacksonville Jaguars
L'11 agosto 2024 Gipson firmò con i Jacksonville Jaguars.

## Palmarès

### Franchigia
- National Football Conference Championship: 1

San Francisco 49ers: 2023

### Individuale
- Convocazioni al Pro Bowl: 1

2014